# Balzac face aux écrivains de son siècle
Pour un article plus général, voir Honoré de Balzac.
Cet article développe la relation d'Honoré de Balzac face aux critiques et écrivains de son siècle, le XIXe siècle. 
Quoiqu'il ait entretenu une énorme correspondance, Balzac n'a laissé aucune lettre intime adressée à un homme. « Ni avec Hugo ni avec Stendhal, il ne s'est jamais expliqué sur ses conflits intérieurs ni sur les problèmes de la création artistique. ». En revanche, il mentionne dans ses romans nombre d'écrivains contemporains ou leur dédie nommément un de ses livres.

## Philarète Chasles
Dès 1831, Philarète Chasles reconnaît la profonde originalité de La Peau de chagrin, paru la même année : « Avoir trouvé le fantastique de notre époque, ce n'est ni un petit mérite, ni un mince travail. L'avoir vivifié sans tomber dans la froideur de l'allégorie, c'est une chose méritoire, c'est le témoignage d'un rare talent. […] un livre qui a tout l'intérêt d'un conte arabe, où la féerie et le scepticisme se donnent la main, où des observations réelles et pleines de finesse sont enfermées dans un cercle de magie. »

## Sainte-Beuve
Ennemi public no 1, le critique Sainte-Beuve a attaqué sans grand discernement à peu près toutes les grandes figures littéraires de son époque, depuis Victor Hugo, jusqu'à Lamartine, Alfred de Musset, Baudelaire et Stendhal (dont il continuait à mettre en pièces les « romans toujours manqués malgré quelques jolies parties, et somme toute détestables » quinze ans après la mort de l'auteur), Prosper Mérimée, Théophile Gautier. C'est donc plutôt un honneur rétrospectif pour Balzac que d'avoir figuré au tableau de chasse de ce « regard froid et sec, avec la petite aigreur de l'écrivain raté qui le rend plus proche d'un critique de la NRF des années 1920-1940, que de ses contemporains », selon des mots de Michel Polac.
Balzac se serait pourtant bien passé du mépris hautain avec lequel Sainte-Beuve traitait le « débutant » Balzac lors de ses premières publications, mais il prit sa revanche en attaquant à son tour Sainte-Beuve dès que le critique fut passé aux travaux pratiques, laissant poindre le romancier maladroit avec Volupté, roman que Balzac réécrivit à sa manière (Le Lys dans la vallée). Dès lors, la lutte ne cessa qu'à la mort de Balzac, date à laquelle Sainte-Beuve crut régler sa dette avec un vague éloge dans les Causeries du Lundi, immédiatement suivi par une dose de ses Poisons. Angelo Rinaldi a réglé son compte à Sainte-Beuve avec un certain humour.
Dans un long article publié en 1834, où il passe en revue la production romanesque de Balzac, il suggère que l'écrivain s'est gagné les faveurs du public féminin « en flattant avec art des fibres secrètement connues », jouant le rôle « d'un confident consolateur, d'un confesseur un peu médecin ». Son succès en ce domaine a été particulièrement fort en province, d'autant plus que ses romans mettent souvent en scène des villes autres que Paris, de sorte que son nom « s'est trouvé arboré de clocher en clocher, au midi et au nord ». Le critique rappelle aussi ses « longs antécédents littéraires, malheureux et obscurs », même s'il admet que « l'auteur de Louis Lambert et d' Eugénie Grandet n'est plus un talent qu'il soit possible de rejeter et de méconnaître » et qu'il se doit d'être attentif à « un écrivain actif, infatigable, toujours en effort et en rêve de progrès, qui nous a charmés maintes fois, et dont nous saluons volontiers en bien des points la supériorité naturelle ».
Dans une conversation de mai 1863 relatée par les Goncourt, Sainte Beuve concède que Balzac est un homme de génie mais il s’exclame : « Balzac n’est pas vrai », [...] et ajoute que sa peinture de la société moderne n’est que « de l’imagination, de l’invention ! » Il cite comme preuve la description de la rue de Langlade dans Splendeurs et misères des courtisanes, qui n'a rien à voir avec la réalité.

## Jules Janin
Dans un article de 1843 rendant compte de la Monographie de la presse parisienne, Jules Janin commence par rappeler les débuts peu glorieux de la production balzacienne, qu'il décrit comme des livres sortis d'une « fabrique clandestine » et dont personne ne voulait. Il attribue au public féminin le succès que rencontre ensuite Balzac et reproche à ce dernier d'avoir ensuite déçu en reprenant incessamment « le même cycle d'aventures vulgaires et triviales, […] sous prétexte de donner de l'unité à cette masse compacte de papier imprimé ». Il lui reproche aussi d'avoir voulu défendre Sébastien-Benoît Peytel, condamné pour assassinat. Il tourne en dérision les néologismes proposés par Balzac, qui proposait, de façon humoristique, de remplacer « homme de lettres » par « gendelettre », et qui baptisait de « rienologue » le vulgarisateur.

## Stendhal
Balzac fut le seul à reconnaître la valeur de La Chartreuse de Parme dès sa publication alors que les journaux boudaient ce roman. Dans une lettre du 20 mars 1839 à Henri Beyle, il lui fait part de son enthousiasme et un an et demi plus tard, il lui consacre un article dans son journal la Revue parisienne : « La Chartreuse est un grand et beau livre. Je vous le dis sans flatterie, sans envie, car je serais incapable de le faire et l'on peut louer franchement ce qui n'est pas de notre métier. Je fais une fresque, et vous avez fait des statues italiennes. » L'auteur, qui est alors consul à Civitavecchia et vit à l'écart du monde littéraire parisien, est profondément ému par cette marque inattendue de sympathie et de reconnaissance. Il écrit à Balzac : « Je pense que jamais personne n'a été traité ainsi dans une revue et par le meilleur juge en la matière. »
Balzac témoigne aussi de son admiration dans une lettre à madame Hanska, il écrivait : « Beyle vient de publier, à mon sens, le plus beau livre qui ait paru depuis cinquante ans » et il fait allusion dans La Comédie humaine au processus de cristallisation dans l'amour que Stendhal a été le premier à décrire.

## Amédée Achard
Dans un article élogieux publié en 1846, Amédée Achard montre comment le génie de Balzac a triomphé des sarcasmes et des oppositions forcenées auxquelles il s'est heurté, grâce à sa profonde faculté d'observation, à son esprit et à la finesse de sa plume, ainsi que la puissance de l'invention. Il a toutefois échoué dans le genre du feuilleton, auquel son style ne convient pas, et a dû abandonner la publication des Paysans, qui « faisaient un médiocre feuilleton ». « Telle qu'elle est, avec ses matériaux confus et inachevés, La Comédie humaine restera comme la peinture la plus complète et la plus fidèle de notre civilisation. »

## Hippolyte Castille
Dans un article de critique littéraire publié en 1846, Hippolyte Castille affirme que « parmi les sept ou huit romanciers français actuellement à la mode, les plus sérieux sont, de l'avis général, Balzac et George Sand ». Tout en admirant l'intelligence et la qualité d'observation de l'écrivain, il déplore toutefois l'étalement de difformités morales qui abondent dans La Comédie humaine et dont la lecture engendre un dégoût de la vie qui peut durer plusieurs jours. Il estime que l'écrivain est tiraillé entre deux génies opposés : Rabelais, dont il a retenu la philosophie sceptique et la verve railleuse, et Walter Scott à qui il emprunta la foi religieuse, la majesté descriptive, la chasteté des passions.

## Champfleury
Dans un court article en forme de lettre, publié en 1847, Champfleury dit son admiration pour le romancier. Ce dernier a réussi à décrire la société du XIXe siècle grâce à un alliage de Shakespeare, de Rabelais, de Molière et de Dante. Il a ainsi fait monter le roman de « dix coudées ».

## Victor Hugo
Les relations n'ont pas toujours été lisses entre les deux hommes, mais ils avaient une solide estime et une admiration mutuelle qui s'est traduite par de nombreux échanges. Si Balzac se montre parfois injuste et hargneux avec Hugo, notamment en éreintant Hernani, il soutient avec énergie ses Burgraves ; de même, Hugo ferraille pour faire lever l'interdiction du Vautrin de Balzac. Hugo a tout de suite flairé le génie de ce bonhomme rond, immature, mal considéré dans la sphère littéraire. Sans hésitation, il accepte de collaborer à La Chronique de Paris dont il sera un des plus fidèles rédacteurs, et dès 1848, quand lui-même fonde le journal L'Événement pour préparer la candidature de Napoléon III à la présidence de la République, il fait commander des feuilletons à Balzac par Auguste Vacquerie. C'est encore le fidèle Hugo qui donne régulièrement sa voix quand Balzac se présente à l'Académie française (demande rejetée par deux fois), et le même Hugo qui accompagne l'excentrique dans ses derniers instants, rendant visite au mourant et soutenant madame Hanska. On ne peut guère parler de rivalité entre les deux écrivains : « Ils étaient les deux plus grands hommes du temps, et ils le savaient l'un et l'autre. »
En 1850, il raconte dans son journal l'agonie de Balzac et prononce quelques jours plus tard son oraison funèbre.

## Alfred de Vigny
Évoquant la mort de Balzac, Alfred de Vigny déclare avoir « toujours estimé en lui la persévérance et l'obstination de ses travaux, malgré la nature, qui ne lui avait donné aucune facilité, malgré le public, qui avait dédaigné ses premiers ouvrages ».

## Philoxène Boyer et Théodore de Banville
Dans Le Feuilleton d'Aristophane, comédie qu'ils rédigent conjointement et représentée pour la première fois à l'Odéon le 26 décembre 1852, Philoxène Boyer et Théodore de Banville célèbrent Balzac comme « l'Homère d'aujourd'hui » et évoquent en vers les principaux personnages de ses romans.

## George Sand
Balzac l'admirait sincèrement. Il avait avec elle des rapports amicaux, parfois complices quand il s'agissait de conseiller George sur ses compagnons : Balzac la prévient qu'il faut se méfier de Latouche alors même que ce dernier « lance » George Sand et qu'il soutient Balzac. Et en effet Henri de Latouche se montra très hostile lorsque George Sand commença à avoir du succès. Balzac « recueillit » également comme un chien égaré le « petit » Jules Sandeau, premier amant dont George Sand se débarrassa avec difficulté. Balzac se rendait souvent à Nohant où George Sand recevait à peu près toutes les grandes figures artistiques, politiques et littéraires. Elle a brossé un portrait de Balzac à la fois attendri, ironique, et souvent hagiographique : « Un de mes amis qui connaissait un peu Balzac m'avait présentée à lui […]. Bien que Balzac n'eût pas encore produit ses chefs-d'œuvre à cette époque, j'étais vivement frappée de sa manière neuve et originale et je le considérais déjà comme un maître à étudier. Balzac avait été, non pas charmant pour moi à la manière de Latouche, mais excellent aussi, avec plus de rondeur et d'égalité de caractère. Tout le monde sait comme le contentement de lui-même, contentement si bien fondé qu'on le lui pardonnait, débordait en lui ; comme il aimait à parler de ses ouvrages, à les raconter en causant, à les lire en brouillons ou en épreuves. Naïf et bon enfant au possible, il demandait conseil, n'écoutait pas la réponse, ou s'en servait pour la combattre avec l'obstination de sa supériorité. Il n'enseignait jamais, il parlait de lui, de lui seul. Une seule fois, il s'oublia pour nous parler de Rabelais, que je ne connaissais pas encore. Il fut si merveilleux, si éblouissant, si lucide, que nous nous disions en le quittant : "Oui, oui, décidément, il aura tout l'avenir qu'il rêve ; il comprend trop bien ce qui n'est pas lui, pour ne pas faire de lui-même une grande individualité. »

En 1853, elle rédige une préface à l'édition Houssiaux de La Comédie humaine, dans laquelle elle trace un portrait de l'homme qu'elle a connu : 

« Sobre à tous autres égards, il avait les mœurs les plus pures, ayant toujours redouté le désordre comme la mort du talent, et chéri presque toujours les femmes uniquement par le cœur ou la tête ; même dans sa jeunesse, sa vie était, à l'habitude, celle d'un anachorète, et, bien qu'il ait écrit beaucoup de gravelures, bien qu'il ait passé pour expert en matières de galanteries, fait la Physiologie du mariage et les Contes drolatiques, il était bien moins rabelaisien que bénédictin. »

## Théophile Gautier
« Je travaille à La Chronique de Paris qui est maintenant dirigée par Balzac qui est un bon gros porc très plein d’esprit et très agréable à vivre. »

— Lettre de T. Gautier à E. de Nully (1836).
Parmi les amitiés littéraires chères et constantes de Balzac, on retrouve (outre Victor Hugo) le poète et romancier Théophile Gautier (1811-1872). C’est à la demande de Balzac que les deux hommes vont se rencontrer en 1835 ; en effet le grand Honoré (il a alors déjà publié ses deux plus grands succès : La Peau de chagrin et Le Père Goriot) a lu Mademoiselle de Maupin et souhaite en rencontrer l’auteur. La rencontre se fait donc, puis Balzac propose à Gautier de collaborer à la revue La Chronique de Paris. Balzac a sollicité Gautier à l’occasion, l’invitant à faire avancer quelque projet ou lui demandant des poèmes (cf. « La Tulipe » dans Illusions Perdues), Balzac étant un piètre versificateur. Gautier, aurait essayé d’initier Balzac aux paradis artificiels dans les années 1840, mais Balzac, peu intéressé par l'expérience, s’en est tenu au café comme excitant. Gautier est l’auteur d’une des premières biographies de Balzac,.

## Jules Vallès
Le 9 octobre 1862, Jules Vallès publie dans Le Figaro un article intitulé « Les victimes du livre. Balzac ». Il suggère que bien des gens ont eu leur vie gâchée pour avoir pris à la lettre l'univers de La Comédie humaine. 

## Jules Barbey d'Aurevilly
Critique intransigeant, parfois excessif, Jules Barbey d'Aurevilly attaque non seulement Sainte-Beuve mais ensuite également Émile Zola, Victor Hugo, Alexandre Dumas. Il prend violemment la défense de Balzac dans le journal Le Pays en 1857, en réponse à Sainte-Beuve. Il admire l'auteur de La Comédie humaine « comme les Alpes. ». Philippe Berthier suggère que Barbey a hérité de Balzac son esthétique de la nouvelle. Notamment avec sa nouvelle Les Diaboliques qui portait en premier lieu le titre Ricochets de conversation en référence à Une conversation entre onze heures et minuit de Balzac, devenu ensuite Autre étude de femme.

## Alexandre Dumas
Les relations étaient assez cordiales avec Alexandre Dumas-père, qui manifestait une vraie admiration pour l'auteur de La Comédie humaine. Tous deux avaient participé au chahut de la bataille d'Hernani, ils avaient en commun le goût du paraître, ils se classaient dans la catégorie des « dandys lions ». Dans une lettre à la comtesse Hanska, Balzac témoigne de son émerveillement pour le château de Monte-Cristo. Mais il y eut peu d'échange entre les deux écrivains qui avaient chacun un objectif littéraire, un style et une sensibilité bien différents.

## Hippolyte Taine
En 1858, Taine publie une longue étude sur Balzac dans une série d'articles, qui sera reprise sous forme de livre. Cette étude aura un retentissement durable et établira La Comédie humaine comme « le grand monument littéraire » du siècle. Taine examine successivement la vie de Balzac, son esprit, son style, son monde, ses personnages et sa philosophie : 

« Élève de Geoffroy Saint-Hilaire, il annonçait le projet d'écrire une histoire naturelle de l'homme ; on a composé le catalogue des animaux, il voulait faire l'inventaire des mœurs. Il l'a fait ; l'histoire de l'art n'a point encore offert une idée aussi étrangère à l'art, ni une œuvre d'art aussi grande ; il a presque égalé l'immensité de son sujet par l'immensité de son érudition. »

## Charles Baudelaire
Admirateur de Balzac, Baudelaire ne le voyait pas comme un observateur du réel, mais comme un visionnaire passionné : « Tous ses personnages sont doués de l'ardeur vitale dont il était animé lui-même. Toutes ses fictions sont aussi profondément colorées que les rêves […] bref, chacun dans Balzac, mêmes les portières, a du génie. Toutes les âmes sont des âmes chargées de volonté jusqu'à la gueule. » Cependant, Baudelaire regrettait que ce cerveau poétique fût tapissé de chiffres comme le cabinet d'un financier : « C'était bien lui l'homme aux faillites mythologiques, aux entreprises hyperboliques et fantasmagoriques […] ce gros enfant bouffi de génie et de vanité, qui a tant de qualités et tant de travers que l'on hésite à retrancher les uns de peur de perdre les autres. »

## Émile Zola
Bien que n'ayant pas connu l'homme Balzac, Zola était un fervent admirateur de son œuvre. Inspiré par l'exemple de La Comédie humaine, Zola dressa en 1868-1869 les plans d'une série de romans qui deviendront plus tard les 20 volumes du cycle des Rougon-Macquart, histoire naturelle d'une famille sous le Second Empire, et qui constitueront sa préoccupation première pendant les 25 années suivantes.

## Gustave Flaubert
Dès la parution de Madame Bovary (1856), puis de L’Éducation sentimentale, la critique littéraire, soit à titre d'éloge sincère, soit à titre d'éloge venimeux, se plut à souligner la filiation entre Gustave Flaubert et Honoré de Balzac, ce qui n'était pas faux. Sur Madame Bovary : « Voici un spécimen très frappant et très fort de l'école réaliste. Le réaliste existe donc, car ceci est très neuf. Mais, en y réfléchissant, nous trouvâmes que c'était encore du Balzac (tant mieux assurément pour l'auteur), du Balzac expurgé de toute concession à la bienveillance romanesque, du Balzac âpre et contristé, du Balzac concentré, si l'on peut parler ainsi. Il y a là des pages que Balzac eût certainement signées avec joie. Mais il ne se fût peut-être pas défendu du besoin de placer une figure aimable ou une situation douce dans cette énergique et désolante de la réalité. M. Gustave Flaubert s'est défendu cruellement jusqu'au bout. »
Sur Madame Bovary et L’Éducation sentimentale : « (…) depuis Les Parents pauvres (Le Cousin Pons et La Cousine Bette) aucune grande œuvre purement réaliste n’était venue solliciter et obtenir l’attention publique. Quand parut Madame Bovary, les esprits déliés et pénétrants sentirent dès lors que Balzac avait un héritier. La chaîne se renouait. Madame Bovary donnait la main à La Muse du département, à Eugénie Grandet, à La Recherche de l'absolu […]. L’Éducation sentimentale, au point de vue du talent et comme mérite d’exécution littéraire, est, avec Madame Bovary, ce que le roman d’analyse sociale et d’observation positive a produit de plus remarquable, de plus complet et de plus fort depuis la mort de Balzac. »
Ces éloges déplaisaient fort à Flaubert qui, pourtant, dès 1862, avant de commencer L'Éducation sentimentale, avait confié aux Goncourt qu'il avait le projet de rédiger « un immense roman inspiré de l'Histoire des Treize », et aussi « deux ou trois petits romans non incidentés et tout simples, qui seraient : le mari, la femme et l'amant » et si Flaubert utilise ses souvenirs personnels pour les expériences de Frédéric dans L'Éducation sentimentale, André Vial a mis en évidence ce que celles-ci doivent à Balzac et au Lys dans la vallée, comme le craignait Flaubert, mais aussi au Père Goriot et aux Illusions perdues.
Gustave Flaubert se défendit énergiquement de toute référence à Balzac, prétendant que son illustre prédécesseur écrivait mal : « [Les maîtres]. Ils n'ont pas besoin de faire du style, ceux-là ; ils sont forts en dépit de toutes les fautes et à cause d'elles. Mais nous, les petits, nous ne valons que par l'exécution achevée […] Je hasarde ici une proposition que je n'oserais dire nulle part : c'est que les grands hommes écrivent souvent mal, et tant mieux pour eux. Ce n'est pas là qu'il faut chercher l'art de la forme, mais chez les seconds [les petits]. » Du XIXe siècle au XXe siècle, la querelle d'experts s'est poursuivie par critiques et courants littéraires interposés.
Comme il fallait « tuer le père » du roman moderne, les fondateurs du nouveau roman, tel Alain Robbe-Grillet, qui avaient pour objectif « d'en finir avec le roman balzacien », choisirent de lui opposer Gustave Flaubert comme modèle. Ce qui allait dans le sens même de la démarche de Flaubert en son temps. Lorsque parut Madame Bovary en 1856, l'auteur reniait énergiquement sa filiation littéraire avec ses concurrents, Stendhal et, surtout, Balzac (respectivement morts en 1842 et 1850), il enrageait d'être comparé et rapproché de Balzac envers lequel il savait pourtant qu'il avait un lien : celui du fils au père. Les témoignages d'époque et les études récentes ont montré à quel point Flaubert était imprégné de La Comédie humaine, et à quel point, à partir de cette base, il a innové. Il était même tellement obsédé par l'exemple d’Honoré de Balzac, que l'on retrouvera dans ses notes cette injonction : « S'éloigner du Lys dans la vallée, se méfier du Lys dans la vallée. »
Il serait raisonnable d'approfondir le lien Balzac-Flaubert, et de voir comment Flaubert s'en est dégagé, plutôt que de continuer à les opposer, notamment sur les questions de style et d'écriture. Chacun avait un raffinement très personnel. Michel Butor, écrivain du nouveau roman est d'ailleurs revenu sur les clichés anti-balzaciens avec Improvisations sur Balzac.
À vrai dire, Gustave Flaubert a « prolongé, sans le limiter en aucune sorte, le roman tel que Stendhal et Balzac l'avaient conçu ».

## Edmond et Jules de Goncourt
Le journal des Goncourt multiplie les éloges sur le romancier, présenté comme « le grand des grands », infiniment supérieur à tout autre auteur, supérieur même à Shakespeare, car il a tiré ses « créations de sa propre cervelle » au lieu de s’inspirer d’oeuvres antérieures. 3/231
Il ajoute aussi qu’il est regrettable que personne n’ait vu que « c’est peut-être le plus grand homme d’Etat de nos temps [...], le seul qui ait plongé au fond de notre malaise, le seul qui ait vu par le haut le dérèglement de la France depuis 1789 » en appuyant son argumentation sur la lecture des Paysans .